# María del Pilar de Borbón
María del Pilar Alfonsa Juana Victoria Luisa Ignacia de Todos los Santos de Borbón y Borbón-Dos Sicilias (ur. 30 lipca 1936 w Cannes, zm. 8 stycznia 2020 w Madrycie) – hiszpańska arystokratka, księżna Badajoz najstarsza córka Juana de Borbón, hrabiego Barcelony, i Maríi de las Mercedes de Borbón-Dos Sicilias. Starsza siostra króla Hiszpanii – Juana Carlosa I i infantki Margarity.
Ponieważ imię Maria jest bardzo popularne w Hiszpanii, infantka oficjalnie używa tylko imienia Pilar. 5 maja 1967 w Lizbonie (w Portugalii) poślubiła Luisa Gomez-Acebo y de Estrada, wicehrabiego de la Torre (23 grudnia 1934 – 9 marca 1991) – kuzyna Małgorzaty Gomez-Acebo y Cejuela, żony ostatniego cara Bułgarii. Para ma pięcioro dzieci:
- Maríę de la Fatima Simonetę Luisę Gomez-Acebo y de Borbón (ur. 28 października 1968), od 1990 żonę Jose Miguel Fernandez y Sastron, matkę dwóch synów i córki:
  - Luisa Juana Fernández-Sastrón y Gómez-Acebo (ur. 23 września 1991),
  - Pablo Fernández-Sastrón y Gómez-Acebo (ur. 4 maja 1995),
  - Marii de las Mercedes Fernández-Sastrón y Gómez-Acebo (ur. 17 stycznia 2000),
- Juana Filiberta Nicolása Gomez-Acebo y de Borbón (ur. 6 grudnia 1969 - zm. 12 sierpnia 2024), wicehrabiego de la Torre,
- Bruna Alejandra Gomez-Acebo y de Borbón (ur. 15 czerwca 1971), od 2002 męża Bárbary Cano, ojca dwóch synów:
  - Alejandra Juana Gómez-Acebo y Cano (ur. 5 listopada 2004),
  - Guillerma Gómez-Acebo y Cano (ur. 23 listopada 2005),
- Beltrána Luisa Ataulfo Alfonsa Gomez-Acebo y de Borbón (ur. 20 maja 1973), od 2004 męża modelki Laury Ponte y Martínez, ojca syna i córki:
  - Luisa Felipa Gómez-Acebo y Ponte (ur. 1 lipca 2005),
  - Laury Gómez-Acebo y Ponte (ur. 1 lipca 2006),
- Fernanda Umberta Gomez-Acebo y de Borbón (ur. 30 września 1974 - zm. 1 marca 2024), od 2004 męża Moniki Fernan Luque.

## Dziedzictwo
Infantka przed wyjściem za mąż, zrzekła się swoich praw do tronu Hiszpanii, ale zrzeczenie to miało miejsce przed uchwaleniem hiszpańskiej konstytucji i nie zostało ratyfikowane przez Kortezy.
W latach 1994–2005 była przewodniczącą Międzynarodowej Federacji Jeździeckiej, na stanowisku tym zastąpiła ją księżniczka Haja, córka króla Jordanii – Husajna. Była członkinią Międzynarodowego Komitetu Olimpijskiego w Hiszpanii w latach 1996–2006, kiedy to została członkiem honorowym.
Posługiwała się biegle językiem angielskim, francuskim, włoskim, portugalskim i hiszpańskim.